# Fatima, danse du ventre
Pour plus de détails, voir Fiche technique et Distribution.
Fatima, danse du ventre (Fatima Muscle dance ou Fatima's Coochee-Coochee Dance) est un film américain réalisé par James H. White, sorti en 1896.

## Synopsis
Fatima, une spécialiste de la danse du ventre (belly dance et aussi hootchy-kootchy dance ou coochee-coochee dance, et autres variantes), fait une démonstration de son art de souplesse et de séduction.

## Fiche technique
- Titre original : Fatima Muscle Dance
- Titre français : Fatima, danse du ventre
- Réalisation : James H. White
- Société de production : Edison Studios
- Durée : 1 minute
- Format : 35 mm, noir et blanc, muet
- Pays d'origine :  États-Unis
- Date de sortie : 1896

## Distribution
- Fatima : la danseuse orientale

## Analyse
« Si le cinéma des débuts se nourrit des arts graphiques, il est très en retard, pour la représentation des corps, sur la peinture, le dessin, la photographie, qui depuis longtemps utilisent des cadrages serrés, natures mortes, portraits, et n’hésitent pas à montrer des nus. Même l’art religieux, dans les églises catholiques, expose Jésus sur la croix, en peinture comme en sculpture, vêtu seulement d’un petit linge pour cacher sa nature. »
Mais le cinéma est un art graphique animé, ses sujets sont en mouvement, les bras se tendent, la bouche et les mains s’ouvrent, les hanches se balancent et ondulent, les jambes se lancent en avant et montrent des pieds parfois nus. Pourtant, le culturiste Eugen Sandow, avant Fatima, avait accepté la même année (1894) de se produire dans le film Sandow, connu aussi sous le sous-titre Souvenir Strip of the Edison Kinetoscope, et aussi Sandow, the modern Hercules, où, vêtu seulement d’un slip plutôt sexy, il exhibait fièrement son corps sous toutes ses faces devant la première caméra dirigée par le premier réalisateur de l'histoire du cinéma, William Kennedy Laurie Dickson. « Des danseuses s'offraient parfois au regard en petite tenue. Bien que la plupart de ces films visaient le voyeurisme mâle, ils attiraient aussi la curiosité des femmes qui découvraient ainsi une face cachée du désir au sein du monde masculin. En présentant ces films érotiques, les patrons de Kinetoscope Parlors étaient confrontés à la foudre des censeurs. »

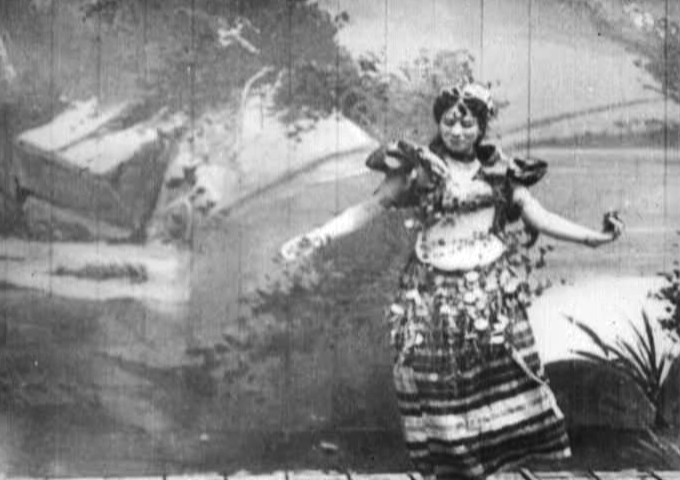
Fatima, danse du muscle, version originale.
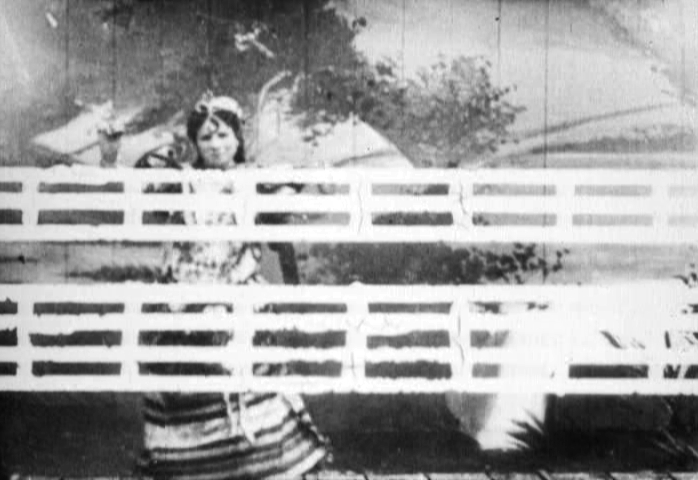
Fatima, danse du muscle, version censurée.

Sur le plateau du premier studio de cinéma que Thomas Edison a fait construire en 1893, le Black Maria, « la danseuse Fatima, que l’on avait placée devant un décor exotique pour qu’elle exécute une "danse du muscle", autrement dit une danse du ventre, avait effrayé les censeurs puritains qui avaient exigé qu’elle soit en partie dissimulée par la surimpression de caches photographiques noirs, positionnés l’un au niveau du bas-ventre, le second au niveau des seins, deux parties de sa personne que Fatima savait si bien remuer. Heureusement, l’original non censuré a été conservé » au MoMa (Musée d’Art moderne de New York) qui a reçu en donation tous les films conservés de l’Edison Manufacturing Company.